# 4,5-二巯基-1,3-二硫杂环戊烯-2-硫酮
4,5-二巯基-1,3-二硫杂环戊烯-2-硫酮是一种有机化合物，化学式为C3H2S5，它可以形成C3S52−阴离子并成盐。它可由(NBu4)2[Zn(C3S5)2]和无水氯化氢反应得到。它是亮黄色固体，对热不稳定：
2 C3S5H2 → C6S8 + 2 H2S↑
它和碘甲烷反应，生成4,5-二甲硫基-1,3-二硫杂环戊烯-2-硫酮。